# احمد اسماعیلی
احمد اسماعیلی یکی از بازیکنان فوتبال ایران است. این بازیکن در طول در دوران حضورش، در تیم‌های مختلفی من‌جمله نساجی قائمشهر مشارکت داشته‌است.